# Полабія

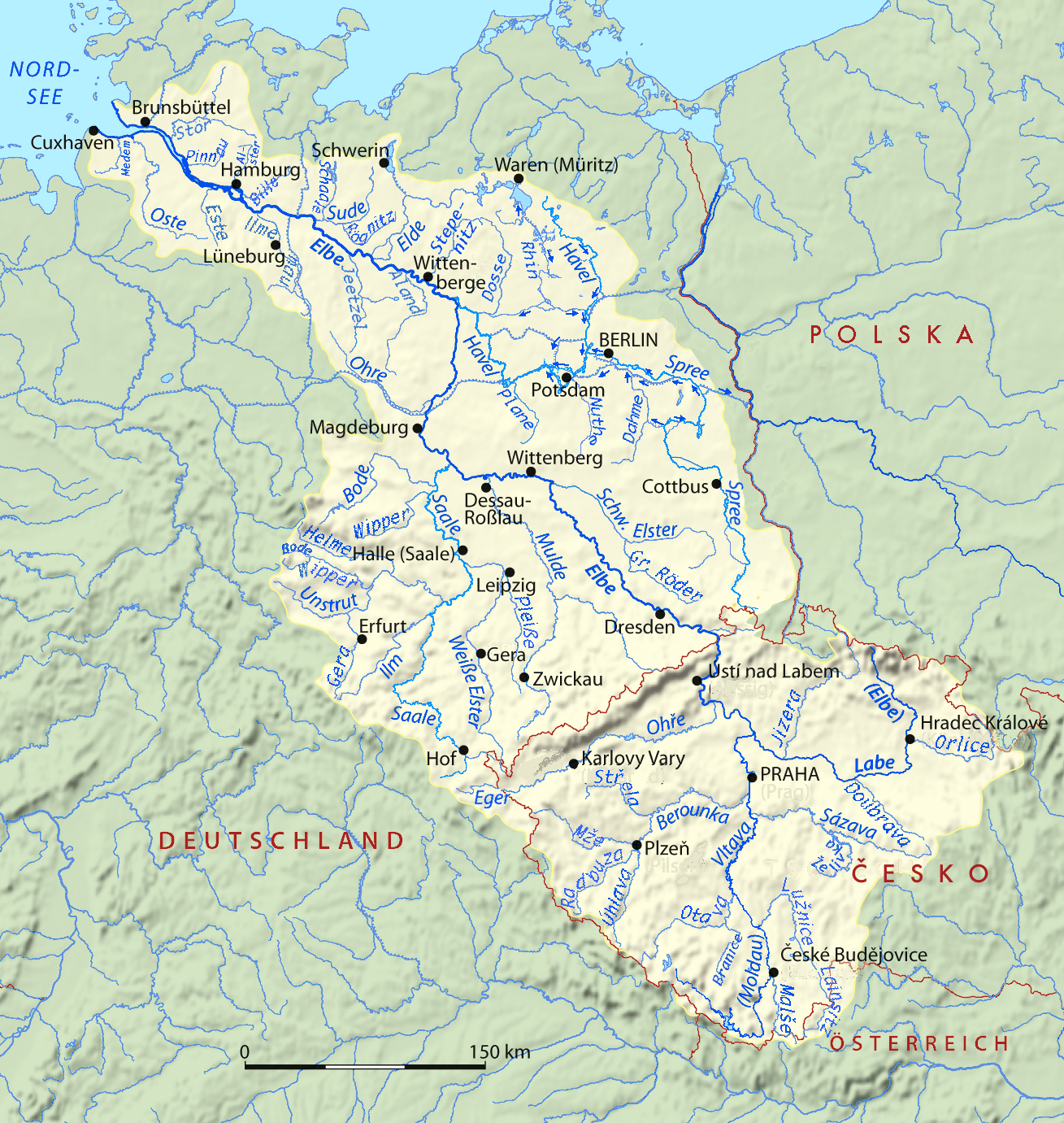
Полабія

Полабія, Полаб'я (пол. Połabie) — історична область в Німеччині, розташована в басейні річки Ельби (Лаби) та Заале (Солави) на заході, на сході — р. Одра, що простягнулася від Північного моря (район Гамбурга), Венедської затоки (на півночі) до Чехії (район Праги), Рудні гори (на півдні).
На північному сході Полабія межувала з Балтійським Помор'ям. Історичним центром Полаб'я були міста Деміц і Рацебург (пол. Racibórz). До земель Полабії входила значна частина колишньої НДР (без Тюрінгії), а також Північно-німецька земля Шлезвіг-Гольштейн. На заході Полаб'я межувало з такими німецькими землями як Нижня Саксонія, Тюрингія та Баварія.
У добу Середньовіччя (VI—XIII ст.) була населена полабськими слов'янами (венедами): ободритами, лютичами та лужичанами. У VII столітті верхнє (південне) Полаб'я (Біла Сербія) входило до складу слов'янської держави Само, а в X столітті — до складу Великої Моравії. Згодом Полаб'я було онімечене, а на його територіях з'явилися такі німецькі землі як Мекленбург, Пруссія (Бранденбург) і Верхня Саксонія. Проте, слов'янська топоніміка Полабії збереглася навіть у назві великих східнонімецьких міст: Лейпциг (в.-луж. Lipsk), Любек (пол. Ljubice), Хемніц (в.-луж. Kamjenica) й Шверін (чеськ. Zvěřín).
Від раннього середньовіччя племена слов'ян Полабії були підо впливом франкського, а вже потім німецького впливу (з кінця VIII століття). Зрештою, вона втратила свою незалежність на початку XIII століття. Більша частина Польщі була включена в Священну Римську імперію, а її північна частина була до Руян — до Данії. У XI столітті польські правителі, зокрема Болеслав I Хоробрий та Болеслав III Кривовустий, також робили спроби підкорити цю територію. Історики як причину знищення та асиміляцію полабів німцями вказують прихильність їх до язичництва і відмову від християнства.